# Pogrom di Jedwabne
Il pogrom di Jedwabne (conosciuto anche come massacro di Jedwabne) fu un pogrom effettuato nel villaggio e nelle vicinanze di Jedwabne, in Polonia, e scatenato contro gli abitanti ebrei della zona nel luglio 1941, durante la Seconda guerra mondiale. 

## Il pogrom

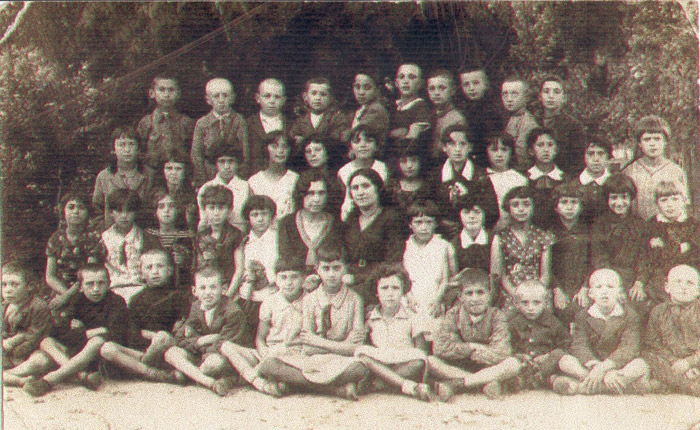
Un gruppo di bambini ebrei con i loro insegnanti a Jedwabne nel 1933. Tre di loro, ossia Szmul Wasersztajn (ultima fila, secondo da sinistra), Mosze Olszewicz (terzo da sinistra) e Jankiel Kubrzański (quarto da sinistra), sopravvissero al pogrom e alla guerra grazie all'aiuto di Antonina Wyrzykowska e di suo marito, che li nascosero nella loro fattoria.

A seguito dell'attacco portato nel giugno 1941 all'Unione Sovietica, le truppe tedesche si rimpossessarono rapidamente delle zone che l'Unione Sovietica si era annessa nel 1939 come conseguenza del patto di non aggressione russo-tedesco. I tedeschi, attraverso la propria propaganda, fomentarono la popolazione polacca ed asserirono che gli ebrei avevano collaborato con i sovietici nei crimini commessi in Polonia prima del loro arrivo e le SS organizzarono l'intervento degli Einsatzgruppen (gruppi speciali) per uccidere gli ebrei del territorio occupato. La cittadina di Wizna, per esempio, nei pressi di Jedwabne (nel nord-est della Polonia) vide l'intervento degli Einsatzgruppen nell'uccisione di diverse decine di ebrei. Il villaggio e tutta la sua popolazione era sotto il controllo dei soldati tedeschi.
Il mese successivo, il 10 luglio 1941, sotto ordini dei soldati tedeschi gli abitanti non-ebrei di Jedwabne circondarono i loro vicini ebrei e tutti coloro che riuscirono a trovare, compresi gli ebrei in visita da paesi vicini e i residenti dei villaggi circostanti come Wizna e Kolno. Il gruppo venne condotto nella piazza di Jedwabne, dove venne assalito e picchiato. Un gruppo di quaranta o cinquanta ebrei, tra i quali il rabbino della locale comunità, vennero costretti a demolire il monumento dedicato a Lenin, costruito durante l'occupazione sovietica. Questo gruppo venne successivamente ucciso e gettato in una fossa comune insieme ai frammenti del monumento distrutto.
Successivamente - le deposizioni dei testimoni variano da una a diverse ore - la maggior parte degli ebrei rimasti in vita dopo le violente percosse e che ancora si trovavano sulla piazza, vennero rinchiusi in un granaio al quale venne appiccato il fuoco; morirono bruciati vivi.

## Indagini e controversie

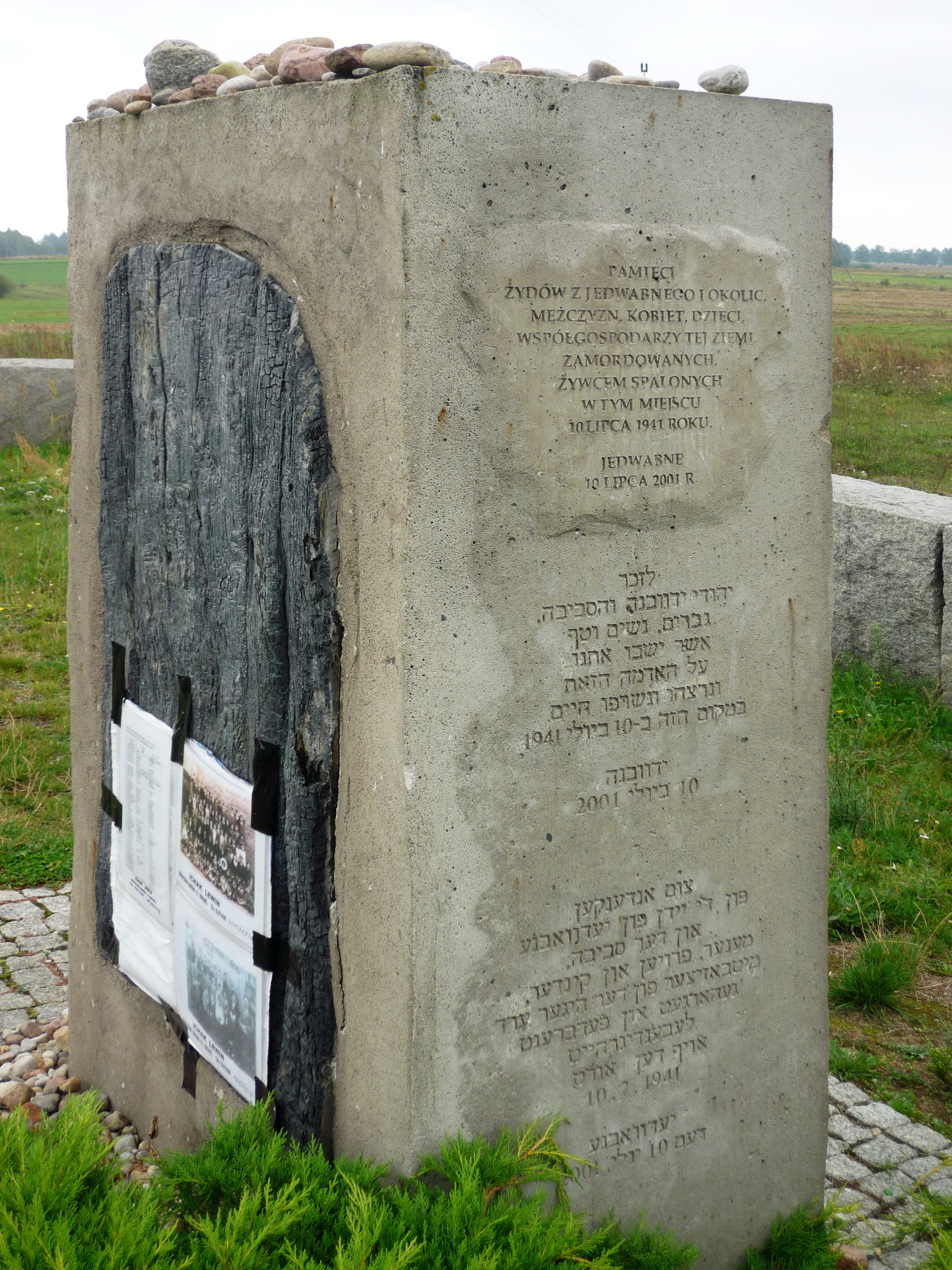
Jedwabne - monumento

Fino al 2000 era comunemente accettato che il massacro di Jedwabne fosse stato commesso dagli Einsatzgruppe delle SS tedesche; tuttavia in tale data venne pubblicato un dettagliato studio dell'evento da parte dello storico ebreo-statunitense Jan Tomasz Gross, lo studio, che addossava le colpe ai vicini polacchi e non alle SS tedesche, causò enormi controversie in Polonia e molti si interrogarono sulla validità delle conclusioni.
Tomasz Strzembosz, professore all'Università cattolica di Lublino e all'Accademia polacca di scienze - Istituto di studi politici, sostenne che anche se i polacchi fossero stati coinvolti, l'operazione era stata supervisionata dagli occupanti tedeschi (le tesi di Strzembosz, in inglese).
A seguito di una intensa attività di investigazione, tuttavia, l'Istituto polacco per la Memoria nazionale (Instytut Pamięci Narodowej, IPN) rilasciò, nel 2002, un rapporto nel quale si faceva carico di alcune tesi espresse da Gross, anche se il numero di ebrei uccisi (circa 380) era decisamente inferiore ai 1.600 riportati negli anni precedenti (la conferma del numero preciso di vittime non fu possibile a causa dell'opposizione delle autorità religiose ebree all'esumazione dei corpi). L'IPN scoprì che all'eccidio erano presenti otto poliziotti tedeschi. Molti testimoni asserirono di aver visto soldati tedeschi quel giorno a Jedwabne mentre altri affermarono il contrario.